# Kurt Mühsam
Kurt Mühsam (geboren 3. Mai 1882 in Graz, Österreich-Ungarn; gestorben 17. November 1931 in Berlin) war ein österreichischer Journalist, Filmkritiker und Schriftsteller.

## Leben
Kurt Mühsam war das zweitjüngste von neun Kindern des Rabbiners Samuel Mühsam und der Marianne Löwenstein. Er war ein Cousin des vier Jahre älteren deutschen Anarchisten Erich Mühsam.
Mühsam studierte Jura und Philosophie in Wien und in Graz und arbeitete nach der Promotion 1908 am Landesgericht Graz. Er machte als Student mehrere Bildungsreisen nach Italien, Griechenland und Kleinasien.
1909 wurde er Berliner Korrespondent der Wiener Neuen Freien Presse. 1910 berichtete er aus Kreta, das den Anschluss an Griechenland anstrebte. 1911 heiratete er Alice Freymark (1889–1968), Tochter eines Direktors der Disconto-Gesellschaft, Isidor Freymark, die in ihrer zweiten Lebenshälfte noch als Restauratorin reüssierte. Sie hatten drei Kinder: Ruth Marton (1912–1999), Gerd Muehsam (1913–1979) und Helmut Victor Muhsam (1914–1997), und unter den von ihnen beschäftigten Kindermädchen war für eine Zeit die Lyrikerin Gertrud Kolmar. Alice Mühsam gelang 1940 die Flucht vor der nationalsozialistischen Verfolgung, unterstützt von ihren Kindern, deren berufliche Lebensläufe seit 1933 von der Verfolgung gebrochen waren.

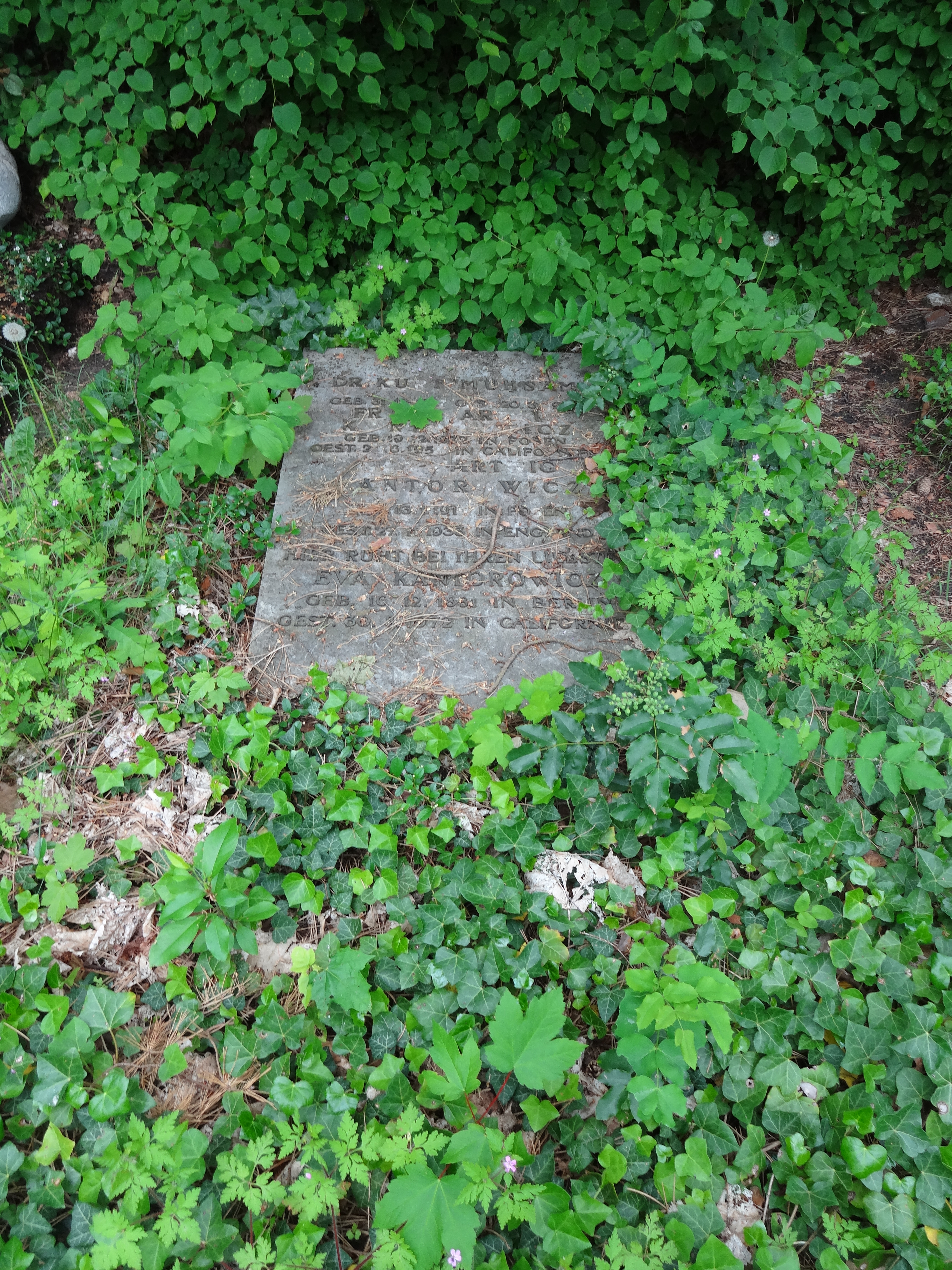
Grabstätte

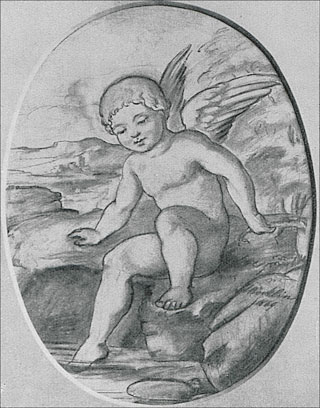
Aus Mühsams Kunstsammlung: Arnold Böcklin: Amor am Weiher (1869)

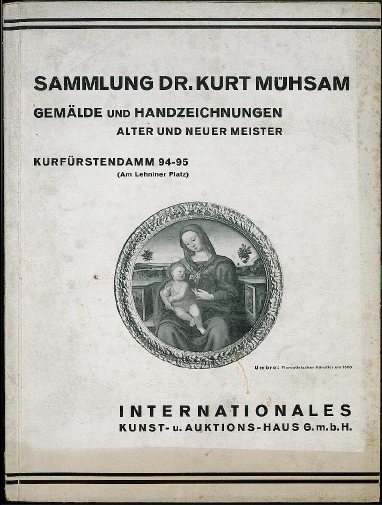
Versteigerungskatalog (1932)

Ab 1912 wirkte Mühsam in Berlin als Dramaturg am Theater in der Königgrätzer Straße, am Komödienhaus und am Berliner Theater.
Mühsam arbeitete zwischen 1912 und 1921 für die National-Zeitung und die B.Z. am Mittag. Im Ersten Weltkrieg teilte er die Kriegsbegeisterung der deutschen Bevölkerung, schrieb Kriegsbücher und war Kriegsberichterstatter von der Westfront.
Im Dezember 1921 war er Mitgründer und Co-Geschäftsführer bei dem Verlag Illustrierte Filmwoche GmbH. 1922/23 leitete er die Presseabteilung der UFA (Universum-Film AG) und ab 1924 gestaltete er neben Egon Jacobsohn den Filmteil in der B.Z. am Mittag. Von 1924 bis 1927 war er außerdem Chefredakteur der Filmzeitschrift Lichtbild-Bühne.
Mühsam erlitt am 16. November 1931 einen Verkehrsunfall und starb am Folgetag. Er wurde auf dem Friedhof Heerstraße beerdigt, die Grabrede hielt Max Osborn.
Mühsam war ein Kunstliebhaber, bei einer Auktion 1932 wurden 367 Objekte aus seiner Kunstsammlung angeboten.

## Schriften (Auswahl)
- Salonmenschen : 4 Einakter. Berlin: Kraus, 1911
- Der Sonnenbursch. 1911
- Hippolyt, 1913. Aufgeführt 1924
- Germania und Austria.  Ein Festspiel anläßlich des 25jährigen Regierungsjubiläums Kaiser Wilhelm II. Im Auftrag des österreich-ungarischen Huldigungskomitees. Berlin: Lindendruckerei- und Verlagsgesellschaft, 1913
- Hindenburg, der Befreier Ostpreußens. 1914
- Deutsche Heerführer im Weltkriege : ihr Werden und Wirken. 2 Bände. Berlin: Haber, 1914 (Digitalisate: Band I – Band II)
- Unsere Flieger über Feindesland : Dokumente aus dem Weltkrieg 1914. Berlin: Borngräber, 1914
- Wie wir belogen wurden : Die amtliche Irreführung des deutschen Volkes. München: Langen, 1918 (Digitalisat).
- Tiere im Filme. 1922
- Die Kunstauktion: Licht- u. Schattenseiten d. Versteigerungswesens im Kunst- u. Antiquitätenhandel. Berlin: Verlag für Kunstwissenschaft, 1923
- mit Egon Jacobsohn: Wie ich zum Film kam. Lexikon des Films. Berlin: Verlag der Lichtbildbühne, 1924
- Internationales Lexikon der Preise von Gemälden und Handzeichnungen aller Schulen und Länder : Nach den Auktions-Resultaten der letzten Jahrzehnte. Berlin: Zeitschrift "Das Sammelkabinett" E. Reiss, 1925
- Berufsführer für Film und Kino. Dessau: C. Dünnhaupt, 1927

## Hörspiele
- 1925: Friedrich Schiller: Wilhelm Tell (Walter, Tells Sohn) – Regie: Hermann Beyer (Sendespiel, Hörspielbearbeitung – NORAG)